# La Fille d'Ernest
La Fille d'Ernest est un groupe belge de rock, originaire de Bruxelles.

## Histoire
La Fille d'Ernest est formé après le départ du guitariste Urundi Lack des Scabs, et la rencontre de ce premier avec Vévé Mazimpaka, à l'époque âgée de 17 ans. Stylistiquement, le groupe mêle musique africaine et musique européenne que l'hebdomadaire Humo décrit comme « un méli-mélo de rythmes africains contagieux et de guitares occidentales nerveuses. Des Talking Heads face à la savane » et « une carrosserie africaine cabossée et charmante équipée d'un solide moteur européen »,.
Leur unique album en date, Système D, est produit par Jean-Marie Aerts en 1992. Système D est une référence à l'habitude africaine de se « débrouiller », de se sortir de toutes les situations. Le groupe est surtout connu pour ses tubes radio Système D et Tout bouge. La première chanson apparait dans une version live acoustique sur l'album Update Live de Studio Brussel, sorti en 1992. Le single Tout bouge est diffusé dans l'émission Belpop. Plus tard, sous l'impulsion de Studio Brussel, le groupe participe à la 10e édition du festival de rock de l'UER à Aalborg, au Danemark, en 1992. La Fille d'Ernest collaborera également au concert vidéo X-Africa, réalisé par Walter Verdin, avec Sabine Kabongo et Sylvie Nawasadio (ex-Zap Mama) en 1996.
En 2006, ils font une apparition au concert 0110 à Bruxelles.
En 2019, le groupe publie un nouvel EP, Electric Field Recordings. L'année suivante, en 2020, le groupe sort l'album live 27 Minutes Over Brussels.

## Discographie

### Albums studio
- 1992 : Système D (BMG-Ariola)
- 2019 : Electric Field Recordings (EP, auto-édité)
- 2020 : 27 Minutes Over Brussels (album live, auto-édité)

### Apparitions
- 1991 : 16 Belgian Popsongs Volume 2 (EMI)
- 1992 : Studio Brussel Update Live (N.E.W.S.)
- 2002 : Ramones Forever, an International Tribute (Radical Records USA)
- 2006 : Bel 90 - Het Beste Uit De Belpop Van 1992 (EMI)